# Tom-Jelte Slagter
Tom-Jelte Slagter (* 1. Juli 1989 in Groningen) ist ein ehemaliger niederländischer Radrennfahrer.

## Sportliche Laufbahn
Im Jahr 2010 fuhr Slagter für Rabobank Continental, das Farmteam des niederländischen Radsportteams Rabobank. In seinem ersten Jahr dort gewann er eine Etappe beim Circuit des Ardennes und wurde niederländischer U23-Meister im Straßenrennen.
2011 wechselte er in das ProTeam, welches 2013 Blanco Pro Cycling Team hieß. Seinen größten Erfolg erzielte er mit dem Gesamtsieg  der Tour Down Under 2013, bei der er auch eine Etappe gewann. Im Jahr 2018 wurde er Gesamtdritter dieser Rundfahrt. Außerdem entschied Tom Slagter zwei Etappen von Paris–Nizza für sich. Weitere Etappenerfolge gelangen ihm 2015 bei der Tour of Alberta, 2016 der Tour du Haut-Var und 2017 der Österreich-Rundfahrt. Wichtige Platzierungen gelangen ihm u. a. als Dritter des Grand Prix Cycliste de Montréal 2017, Vierter des Grand Prix Cycliste de Québec 2015 und Sechster des Klassikers Lüttich–Bastogne–Lüttich 2014.
Nach Ablauf der Saison 2020 beendete Slagter seine Karriere als Radsportler und wurde Verkäufer eines niederländischen Unternehmens, das Traktoren von John Deere verkauft.

## Erfolge
2010
- eine Etappe Circuit des Ardennes
- Niederländischer Meister – Straßenrennen (U23)

2013
- Gesamtwertung und eine Etappe Tour Down Under

2014
- zwei Etappen Paris–Nizza

2015
- zwei Etappen Tour of Alberta

2016
- eine Etappe Tour du Haut-Var

2017
- eine Etappe Österreich-Rundfahrt

## Grand-Tour-Platzierungen
| Grand Tour            | 2011 | 2012 | 2013 | 2014 | 2015 | 2016 | 2017 | 2018 | 2019 | 2020 |
| --------------------- | ---- | ---- | ---- | ---- | ---- | ---- | ---- | ---- | ---- | ---- |
| Giro d’ItaliaGiro     | DNF  | 30   | –    | –    | 76   | –    | 77   | –    | –    | –    |
| Tour de FranceTour    | –    | –    | –    | 56   | –    | 82   | –    | 59   | –    | –    |
| Vuelta a EspañaVuelta | 74   | –    | –    | –    | –    | –    | –    | –    | –    | –    |